# Sistema per a l'Autonomia i Atenció a la Dependència
El Sistema per a l'Autonomia i Atenció a la Dependència (SAAD) és el "conjunt de principis, normes, institucions i prestacions" per a atendre a les persones en situació de dependència funcional a Espanya, establert per la Llei de Dependència. Integra de manera coordinada centres i serveis tant públic com privats per a la finalitat del sistema.
Va ser implantat de manera gradual entre l'1 de gener de 2007 i el 31 de desembre de 2015 seguint el que s'estableix en la disposició final primera.

## Òrgans consultius
Els òrgans consultius del SAAD són: el Comitè Consultiu del SAAD, el Consell Estatal de Persones Majors (ja existent), el Consell Nacional de la Discapacitat (ja existent), el Consell Estatal d'Organitzacions no Governamentals d'Acció Social (ja existent) i el Comitè Consultiu.

### Consell Territorial del SAAD
En aquest sistema hi participen totes les administracions públiques espanyoles competents. Perquè estiguen coordinades la llei establí el Consell Territorial del SAAD. El Consell estava format per representants de cada comunitat autònoma i cada departament ministerial. En aquest consell s'acorda un pla d'acció integral que més endavant seria desenvolupat amb convenis entre les comunitats autònomes i l'administració central; s'acorden els criteris per a determinar la intensitat de protecció; s'acorden les condicions i quantitat de prestacions econòmiques; s'acorda els criteris de participació del beneficiari en el copagament; s'acorda el barem per a valorar la dependència; s'acorda els criteris d'actuació i avaluació; es posa a disposició la informació sobre el SAAD entre administracions; s'estableix el mecanisme de coordinació per a persones desplaçades; s'informa sobre la normativa estatal de desenvolupament (feta mitjançant Reial Decret) i en el termini de tres mesos des de la seua constitució acorda el marc de cooperació interadministrativa.
El 10 de juliol de 2012 les comunitats autònomes i l'estat central acordaren en el Consell Territorial de Serveis Socials i del Sistema per a l'Autonomia i Atenció a la Dependència unes mesures per a la millora i sostenibilitat del sistema de dependència. Entre d'altres, s'unificà la Conferència Sectorial d'Assumptes Socials i el Consell Territorial del Sistema per a l'Autonomia i Atenció a la Dependència en l'òrgan anomenat Consell Territorial de Serveis Socials i del Sistema per a l'Autonomia i Atenció a la Dependència.

### Comitè Consultiu
Òrgan adscrit al Ministeri de Treball i Assumptes Socials on hi participen 33 representants de les administracions públiques, sindicats i organitzacions empresarials.
El seu funcionament està regulat per reglaments interns i està presidit pel representant de l'AGE designat pel Ministeri de Treball i Assumptes Socials. Els nombre de representats són: 6 de l'AGE, 6 de les CCAA, 6 de les entitats locals, 9 de les organitzacions empresarials i 9 dels sindicats. Els acords es prenen per majoria de vots de cada part.

## Nivells de protecció
Els nivells de protecció en són tres: el nivell mínim garantit per l'administració estatal, el nivell superior establert per conveni entre les comunitats autònomes i l'administració central i el nivell addicional que depèn de la iniciativa de les comunitats autònomes.
El nivell mínim és finançat per l'estat central mitjançant els Pressupostos Generals de l'Estat. És concretat mitjançant reglaments establerts per l'estat central.
El nivell intermedi prové de convenis entre l'AGE i les CCAA que determinen objectius, mitjans i recursos (finançament per part de cada administració) per a prestar serveis i donar prestacions econòmiques. Els convenis poden ser anuals o plurianuals. I la quantitat que ha d'aportar la CA ha de ser mínim igual al total de les aportacions estatals. Al Consell Territorial s'estableix la intensitat dels serveis i proposa el sistema d'incompatibilitats entre serveis, perquè després l'estat central ho aprove mitjançant un Reial Decret.
El nivell addicional, a càrrec discrecional de la comunitat autònoma, és similar al complement de prestacions de la Seguretat Social establert a la Llei General de Seguretat Social, art. 38.4.
Fora de l'estructura del SAAD hi ha el nivell privat, regulable pel Govern espanyol en al disposició addicional sèptima, primer apartat, de la Llei de Dependència.
Les comunitats autònomes tenen les competències i funcions de gestió, supervisió i execució dels serveis, prestacions i recursos del SAAD dins el seu àmbit, tal com està establert a l'art. 11.1 Llei de Dependència. Aquestes competències afecten al nivell mínim i intermedi de protecció, a més d'evidentment el tercer. Les prestacions i serveis són integrats a la xarxa de serveis socials de la comunitat autònoma: centres públics autonòmics, d'ens locals, centres de referència estatal i els privats concertats. Els serveis concertats són regulats per les comunitats autònomes respecte el règim jurídic i les condicions per a l'actuació.

## Graus de dependència i al seua valoració
La dependència és valorada en el text original en graus i nivells. Des de l'acord de 2012 de les comunitats autònomes i l'estat, es va suprimir la classificació en dos nivells segons l'autonomia de les persones (supressió de l'art. 26.2 de la Llei de Dependència). La valoració es fa segons un barem igual per a tot l'estat. El barem és establert pel Consell Territorial i el govern aprova amb un reglament, que ha de seguir les condicions establertes a l'article 27 de la Llei de Dependència.
Els graus de dependència són tres:
- Grau I - Dependència moderada: la persona necessita ajuda per a diverses activitats bàsiques de la vida diària, mínim una vegada al dia.
- Grau II - Dependència severa:la persona necessita ajuda per a diverses activitats bàsiques de la vida diària dos o tres vegades al dia sense requerir la presència permanent d'un cuidador.
- Grau III - Gran dependència: la persona necessita ajuda per diverses activitats bàsiques de la vida diària diverses vegades al dia i necessita la presència contínua d'altra persona.

La valoració la pot fer solament un òrgan públic autonòmic. El procediment administratiu es caracteritza pel fet que és iniciat a instància de la persona o representant, la tramitació segueix la llei 30/1992, de 26 de novembre amb criteris establerts pel Consell Territorial, la resolució és expedida per una administració autonòmica i aquesta té validesa a tot l'estat i el servei de valoració és indelegable a entitats privades. La resolució conté el reconeixement de la dependència, quines prestacions corresponen al beneficiari i addicionalment incorporarà el Programa Individual d'Atenció. La valoració podrà ser revisada a instància de l'interessat, el seu representant o d'ofici (de les administracions públiques competents).

## Titulars del dret a la prestació
El dret a la prestació està condicionada als següents requisits:
- Trobar-se en situació de dependència.[28]
- La persona dependent (o per al cas de menors de 5 anys, el seu guardià) ha de residir al territori espanyol durant cinc anys.[29] Els espanyols qui no resideixen a Espanya poden gaudir de mesures de protecció si el govern així ho estableix. La Llei 40/2006 estableix una ajuda econòmica per a centres i associacions d'espanyols a l'exterior amb infraestructures que ho permeten.[30]
- Ser nacional de qualsevol estat membre de la Unió Europea.[31] Els estrangers extracomunitaris estan regulats segons la Llei Orgànica 4/2000, d'11 de gener.[32]

## Prestacions
Les prestacions del SAAD consisteixen en serveis i prestacions econòmiques. L'accés a les prestacions depèn del grau i nivell de dependència i la capacitat econòmica del sol·licitant. La condició de la capacitat econòmica és regulada per un reglament.
Les prestacions estan finançades per les administracions públiques amb participació dels beneficiaris (copagament).

### Serveis
Els serveis són prestats pels centres públics i els centres privats concertats.
Els serveis es classifiquen en cinc grups:
- El servei de prevenció de la dependència consisteix a programes preventius i de rehabilitació dirigides a gent gran i discapacitats.[36] El Consell Territorial estableix criteris, recomanacions i condicions mínimes aplicats als Plans de Prevenció de les Situacions de Dependència elaborats per les CCAA.[37]
- El servei de teleassistència empra les tecnologies de la informació i la comunicació per a assistir en situacions d'emergència, inseguretat, soledat o aïllament. Pot ser complementari al servei següent.
- El servei d'ajuda a domicili són les actuacions a la llar del dependent fetes per entitats. Poden ser relatius a les necessitats domèstiques (cuinar o netejar) o relatius a les activitats de la vida diària.[38] Les administracions competents poden afegir més serveis als establerts a nivell estatal, tal com permet l'art. 8.2 del Reial Decret 727/2007, de 8 de juny.[39]
- El servei de Centre de Dia i Nit és un servei d'atenció integral durant el dia o la nit. Es dediquen a cobrir "les necessitats d'assessorament, prevenció, rehabilitació, orientació per a la promoció de l'autonomia, habilitació o atenció assistencial i personal". Els centres són: Centres de Dia per a majors, Centres de Dia per a menors de 65 anys, Centres de Dia d'atenció especialitzada i Centres de Nit.[40]
- El servei d'atenció residencial és realitza als centres residencials habilitats per a dependents i consisteix a oferir serveis continuats personals i sanitaris.[41]

Aquests serveis són donats per la xarxa de centres, formada per: centres públics de les CCAA, de les entitats locals, de referència estatal per a la promoció de l'autonomia personal i per a l'atenció i cura de situacions de dependència i els centres privats concertats que hagen sigut acreditats.
El règim d'incompatibilitats és remès a l'acord adoptat pel Consell Territorial.

### Prestacions econòmiques
Les prestacions econòmiques previstes per la Llei de Dependència són: la vinculada al servei, la que és per a cures a l'entorn familiar, la d'assistència personalitzada i la que és per a adaptacions ergonòmiques. Estan incloses al Registre de Prestacions Socials Públiques i són subsidiàries als serveis, és a dir, només es donen en cas de no poder donar el servei. Llurs quantitat és establerta pel Consell Territorial i és aprovada després mitjançant Reial Decret pel govern d'Espanya en forma d'import mínim i màxim. La quantitat varia segons el grau i nivell de dependència i la capacitat econòmica del beneficiari.
La manera que està escrit el text de la llei original implica una ambigüitat respecte si la prestació solament pot donar-se en les prestacions de nivell intermedi.
El règim de compatibilitats i incompatibilitats entre prestacions econòmiques i entre prestacions econòmiques i serveis no està previst expressament.
Des de l'acord de 2012 de les comunitats autònomes i l'estat, van quedar reduïdes les quantitats de prestacions econòmiques, els cuidadors no professionals no estan obligats a seguir el règim general de la seguretat social i s'establí un règim d'incompatibilitats de les prestacions (nou art. 25 bis de la Llei de Dependència)

## Cuidadors
Els cuidadors són considerats no professionals quan estan fora de la Xarxa de Serveis Socials d'Anteció a la Dependència. Són considerats professionals per l'article 16.4 de la Llei de Dependència els cuidadors per col·laboració solidària, a més dels qui treballen a través de les estructures organitzatives de les administracions públiques, empreses, l'economia social i les associacions benèfiques o no governamentals.
Els cuidadors professionals físics contractats mitjançant prestació econòmica solament poden estar contractats seguint el règim general de la seguretat social o el d'autònoms, però en el règim de treballadors de llar o servei domèstic, tal com estableix el Reial Decret 615/2007.
El cuidador no professional té establida una prestació econòmica per atenció familiar a l'article 14 de la Llei de Dependència. La condició per a rebre-la és ser parent de la persona dependent o ser de l'entorn en determinades circumstàncies marcades per l'article 1.2 del Reial Decret 615/2007 i no rebre cap retribució.

## Sistema d'informació
El SAAD compta amb una sistema d'informació que funciona sobre una xarxa de comunicacions (infraestructura comuna de comunicacions i serveis telemàtics de les administracions públiques).

## Finançament del sistema
El finançament del SAAD va a càrrec de l'Estat. Els Pressupostos Generals de l'Estat (PGE) aporten una quantitat perquè siga suficient. La llei de PGE determina la quantitat i com s'abona a les comunitats autònomes perquè finance les prestacions de nivell mínim. Per al nivell mínim, la comunitat autònoma ha d'aportar almenys el mateix que l'estat central.

## Sancions
El règim de sancions està establert en la Llei de Dependència (Títol III), i està desvinculat del dret laboral sancionador en matèria de seguretat social.
Contra el frau, les administracions públiques vetlles perquè no tinga lloc i estableixen mesures de control per a detectar-lo i perseguir-lo.
L'article 42 de la Llei de Dependència delimita de manera senzilla els possibles infractors i l'article 43 tipifica com a infraccions sancionables una llista de nou comportaments.